# Kappa (mythologie)
Pour les articles homonymes, voir Kappa (homonymie).
Le kappa (河童) est une créature aquatique dans la culture japonaise. Également désigné sous le nom de kawatarō (川太郎), il s’agit d’un yōkai, une créature transmise par le folklore oral. Il est parfois désigné comme un membre des Suijin (水神, « divinités des eaux » ; « peuple des eaux »). Avec les oni et les tengu, les kappa sont considérés comme les yōkai les plus emblématiques de la culture japonaise transmise par le folklore,.

## Noms et étymologies
Le terme kappa a une origine populaire et n’a pas été attaché à des caractères spécifiques dans un premier temps. Il provient de la fusion du terme kawa (川 ; 河 ; « rivière ») ainsi que celui de warawa (童, « enfant » ; « garçon »), pour former le terme kawa-wappa (川童 ; 河童 ; « le garçon de la rivière »), puis kawappa, qui aboutit au terme kappa, par la suite. La syllabe ka étant une des lectures du caractère 河. Le terme kawatarō, a une étymologie similaire, mais utilisant le terme tarō (太郎), très utilisé dans le Japon ancien pour désigner les petits garçons. Le terme kawako (河子), autrefois utilisé dans la préfecture d'Izumo, évoque aussi cette idée d'enfant des rivières. D'autres dénominations notables ont existé dans les diverses sources, comme kawako ou kawahike (河伯 ; « chef des cours d'eau »), kawaranbe ou encore gatarō utilisé dans la préfecture de Hyōgo. Certains noms peuvent faire référence à des animaux réels vivant en milieu aquatique avec les noms kawauso (le nom de la loutre), dangame (un nom donné aux tortues vivant en milieu aquatique) ou encore aux singes avec le terme enkō (猿猴) ou bien référer à d'autres yōkai, comme l'appellation suitengu (水天狗 ; « tengu des eaux »). Un autre terme komahiki, fait référence à la tendance de la créature dans certaines régions, à venir traîner les chevaux par les pattes vers le fleuve.

## Description

### Particularités physiques

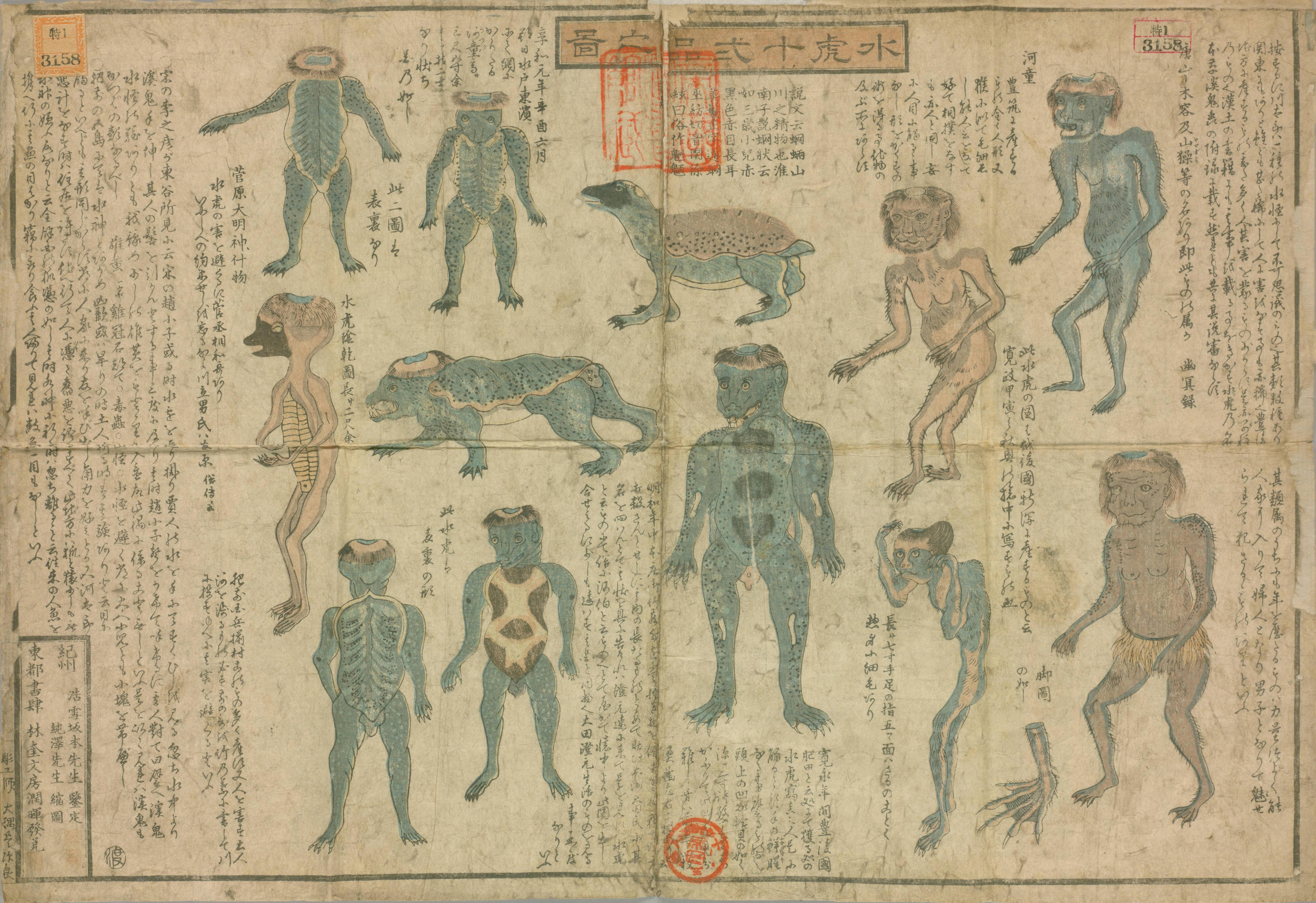
Illustration issue de l’encyclopédie Suiko juni-hin no zu (水虎十二品之図) présentant douze espèces de kappa, par l’auteur et illustrateur Juntaku. Milieu du XIXe siècle.

Les kappa sont généralement définis comme de petites créature aquatiques. Dans la plupart des récits, ils sont représentés comme des créatures à l’apparence humanoïde dotés de pattes palmées. Mais les descriptions peuvent considérablement varier selon les sources et les espèces décrites. Il s’agit de monstres composites, empruntant à plusieurs animaux notamment le singe, mais plus particulièrement dont l'habitat est à proximité des points d’eau : La loutre ou encore la grenouille, mais surtout la tortue.
Le trait le plus distinctif du kappa est sa tête constituée d’une épaisse chevelure, plus ou moins semblables à celle des humains ou à des algues, avec en son sommet une partie généralement lisse et arrondie. Désignée en japonais sous le terme de sara (皿,  « assiette » ; « coupelle »), cette petite partie peut être creusée ou bombée, mais faite de sorte à pouvoir récolter de l’eau, assurant la bonne santé du kappa. Sa peau peut prendre de nombreuses teintes très différentes, verte, rouge, bleue ou jaune, noire, marron ou grise, et comporter de nombreux motifs tels que des rayures ou des taches. La texture est également très variable selon que le kappa est défini comme un animal de la famille des humanoïdes assimilés aux singes, avec une peau nue ou couverte de fourrure, ou comme un animal associé aux reptiles et aux amphibiens, avec une peau écailleuse de tortue, ou nue comme celle d’une grenouille. Le kappa emprunte également de la tortue la carapace sur le dos, mais cette dernière est absente dans certaines représentations. Sa bouche est constituée d’un bec relativement court, rarement aplati comme celui du canard, ressemblant d’avantage à celui d’une tortue, parfois garni de dents. Les bras du kappa sont reliés à l'intérieur de son corps, et si l'on tire sur l'un, l'autre rétrécit et peut se détacher complètement, à la manière d'une poupée. Ses pattes palmées sont souvent terminées par des griffes saillantes qu’il peut utiliser pour attaquer. Le kappa est décrit comme dégageant une odeur forte et fétide, semblable à une odeur de poisson. La plupart des représentations font du kappa une créature avec une queue extrêmement courte, voire dépourvue de cet appendice. Il est parfois décrit comme ayant trois anus.

### Traits comportementaux

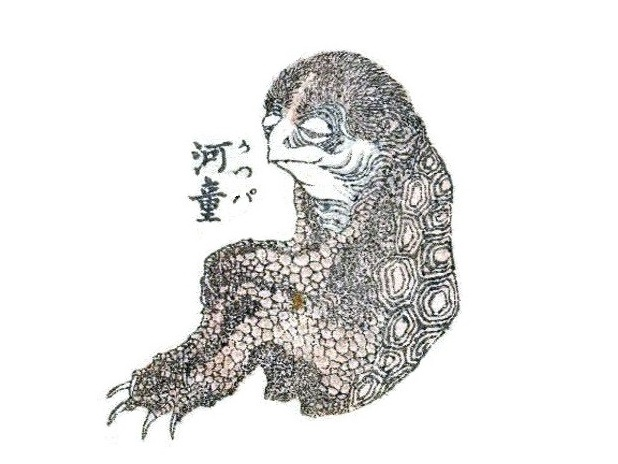
Katsushika Hokusai « Kappa » dans la troisième compilation de « Hokusai Manga », page 72.

Le kappa a l'habitude de vivre en eau douce, comme dans les étangs, les cours d'eau, les rivières et les marais. Certaines légendes, comme celles de la baie de Hakata, rapportent que le kappa pourrait aussi vivre en milieu marin,. C'est un excellent nageur, capable de rester douze heures immergé sous l'eau. Il dispose de facultés lui permettant de se rendre invisible à la vue des gens, soit par l'intermédiaire du camouflage, soit par des moyens surnaturels. Il peut également se transformer en humain si on lui caresse la tête avec une feuille de fougère. Dans son milieu naturel, le kappa se nourrit généralement de poissons et de petits amphibiens qu'il trouve au fond des rivières. Mais, lorsqu'il en à l'occasion, il n'hésite pas à se rendre hors de l'eau pour se nourrir de viande fraiche, notamment celle de chevaux ou d'humains. Mais cela ne l'empêche pas d'apprécier les fruits, les légumes et les végétaux, notamment le soba, les aubergines, le natto et la citrouille, mais plus particulièrement le concombre. Cette préférence particulière pour ce légume pourrait provenir du fait que le kappa serait une forme déchue d'anciennes divinités aquatiques, et le concombre, en tant que premier légume de la saison, était souvent offert aux divinités aquatiques qui l'appréciaient fortement pour sa chair riche en eau. Dès lors qu'il mange un seul concombre, un kappa peut récupérer toute son énergie. Il y a certaines régions où l'on pense que manger un concombre puis nager, augmente les chances d'attaques de kappa, tandis que dans d'autres, c'est un moyen d'assurer la protection contre la créature. Au cours de la période Edo, il y avait une tradition où les gens écrivaient les noms des membres de leur famille sur les concombres et les envoyaient à flot dans les ruisseaux pour adoucir le kappa et prémunir contre la noyade. Ils leur arrivent de détester certains aliments comme la calebasse (Lagenaria siceraria), le sésame ou le gingembre.

### Relations avec l'homme

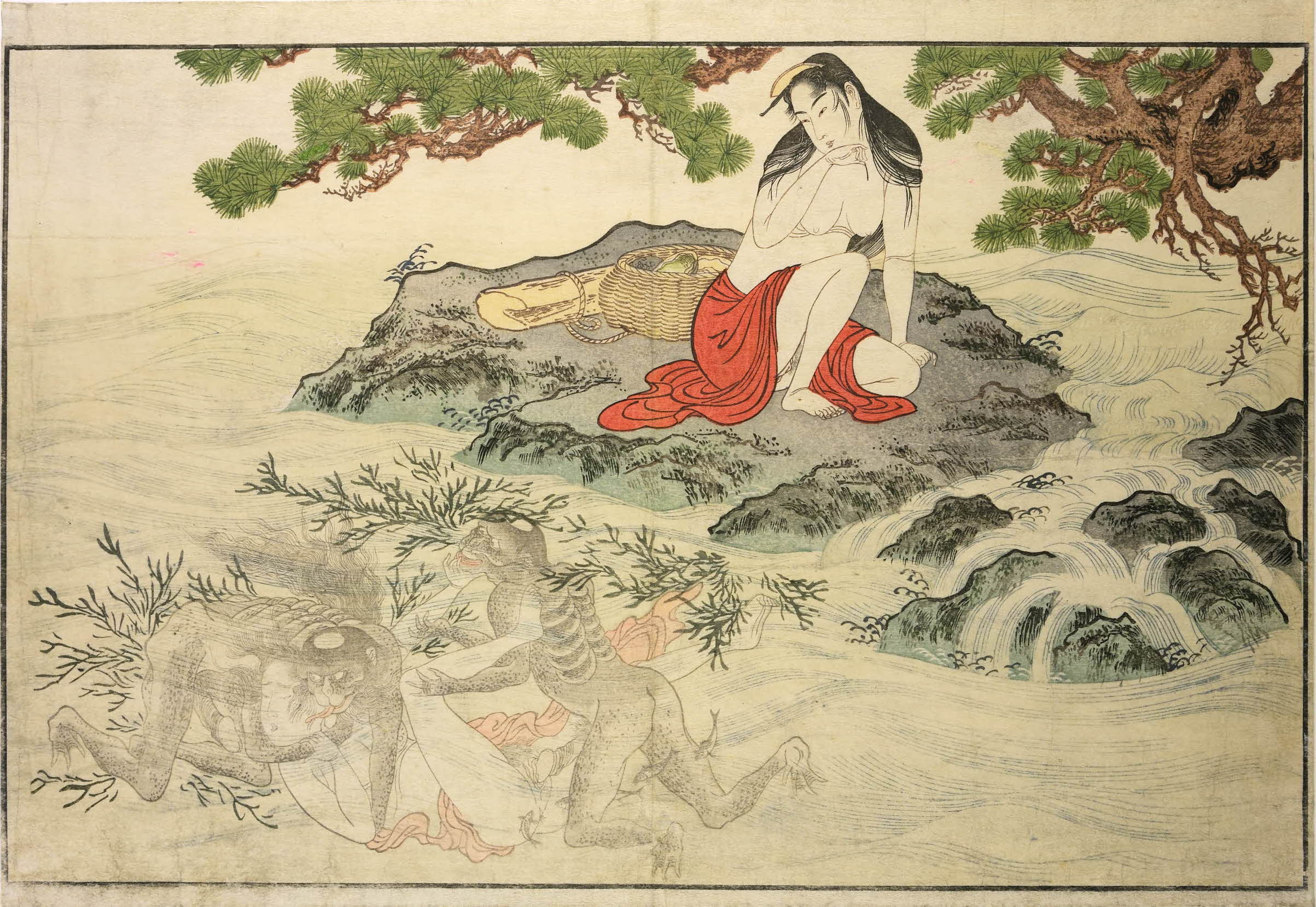
Illustration de deux kappa tentant de violer une femme, tandis que sa partenaire de plongée les regarde depuis la surface. Issu du livre érotique Utamakura sous le nom de Kappa to Ama (河童と海女 ; « kappa et plongeuses ».

Les légendes autour des kappa varient, certaines les décrivant comme de petits farceurs, mais dont les exactions causées sont généralement sans intentions malveillantes et dont les conséquences sont sans gravité. La plupart de leurs farces consistent à s'introduire dans les villages pour voler de la nourriture ou lâcher des flatulences nauséabondes, décuplées grâce à leurs trois anus. En fait, la plupart des kappa commettant ces exactions sont généralement des enfants kappa ou des vieillards, dont l'âge les rend turbulents. De nombreux récits parlent de kappa venus récupérer des membres de leur famille qui avaient causé du tort aux humains, s'excusant platement dans la foulée. Les kappa sont souvent solitaires à l'âge adulte, mais forment parfois des groupes familiaux solides. Certaines sources disent qu'ils se lient facilement avec d'autres yōkai et parfois des humains. Mais il existe toutefois des récits plus sombres où les kappa attirent les animaux et les humains, pour mieux les attraper et les entraîner dans l’eau . Les raisons de tels comportements ont des motifs divers : s'amuser, se repaître de la chair de leur victimes et violer les femmes, les kappa étant généralement des pervers notoire, s'amusant à regarder sous les kimonos, voire à venir toucher les parties génitales de leurs victimes lorsqu'elles se baignent ou vont aux toilettes. Dans son Tōno Monogatari, Kunio Yanagita enregistre un certain nombre de croyances de la région sur les femmes importunées voire agressées par un kappa. Des progénitures hideuses seraient mêmes nées de ces viols. Mais la raison la plus connue est l’intention de retirer le shirikodama (尻子玉 ; « balle de l'anus »), de leur victime,. Un organe imaginaire supposé se trouver dans l’anus humain, incarné par le concept « d’énergie vitale ». La personne à qui l'on retire le shirikodama devient alors une « coquille vide », un état qui pourrait faire référence au phénomène de relâchement du sphincter anal post-mortem, et donc à l’état de mort en elle-même. Le kappa le retire pour s’en nourrir et gagner en puissance et en résistance, ou alors pour le donner comme tribut au roi-dragon, pour acquérir des faveurs ou bien sous la contrainte de ce dernier. Cet organe aurait la taille d’une toute petite bille d’une couleur blanchâtre ou translucide. Certaines sources disent qu’elle ressemble à une bille de marbre, comme celle qui scelle les bouteilles de ramune. Le kappa est également réputé aimer le foie humain, ce qui pourrait être lié à l'apparence des noyés, semblable à des corps vidés de leurs organes.
Malgré cela, le kappa reste une créature qui reste capable de comportement civilisé ; de ce fait, les populations de l'époque n'étaient pas forcément d'accord quant à savoir si le kappa était bien une divinité, un kami, ou bien une créature démoniaque, un yōkai. Parfois, humains et kappa collaborent ensemble pour accomplir diverses activités, comme des travaux manuels. D'autres histoires racontent que les humains qui ont aidé un kappa auraient reçu du poisson en cadeau. Les kappa auraient enseigné aux hommes la fabrication de médicaments particuliers, bouleversant les progrès de la médecine, ou encore que le kappa aurait juré de prévenir les noyades.
Le kappa sait très bien parler le langage humain, les différents dialectes régionaux, comme la langue normalisée par l'État. Bien qu'il ne sachent ni lire, ni écrire, ils respectent les coutumes et les conventions sociales humaines et peuvent jouer au shōgi. Ce sont aussi de grands amateurs de sumo et s’amusent à mettre au défi les enfants en allant à leur rencontre sur le bord des berges. Ils seraient suffisamment forts pour vaincre des hommes adultes, voire des sumotori professionnels. On raconte que les perdants du défi se voient alors retirer leur shirikodama.
Cette passion pour le sumo serait liée, à l'origine même de cette pratique martiale, un rituel dédié aux divinités des eaux.

### Vulnérabilités

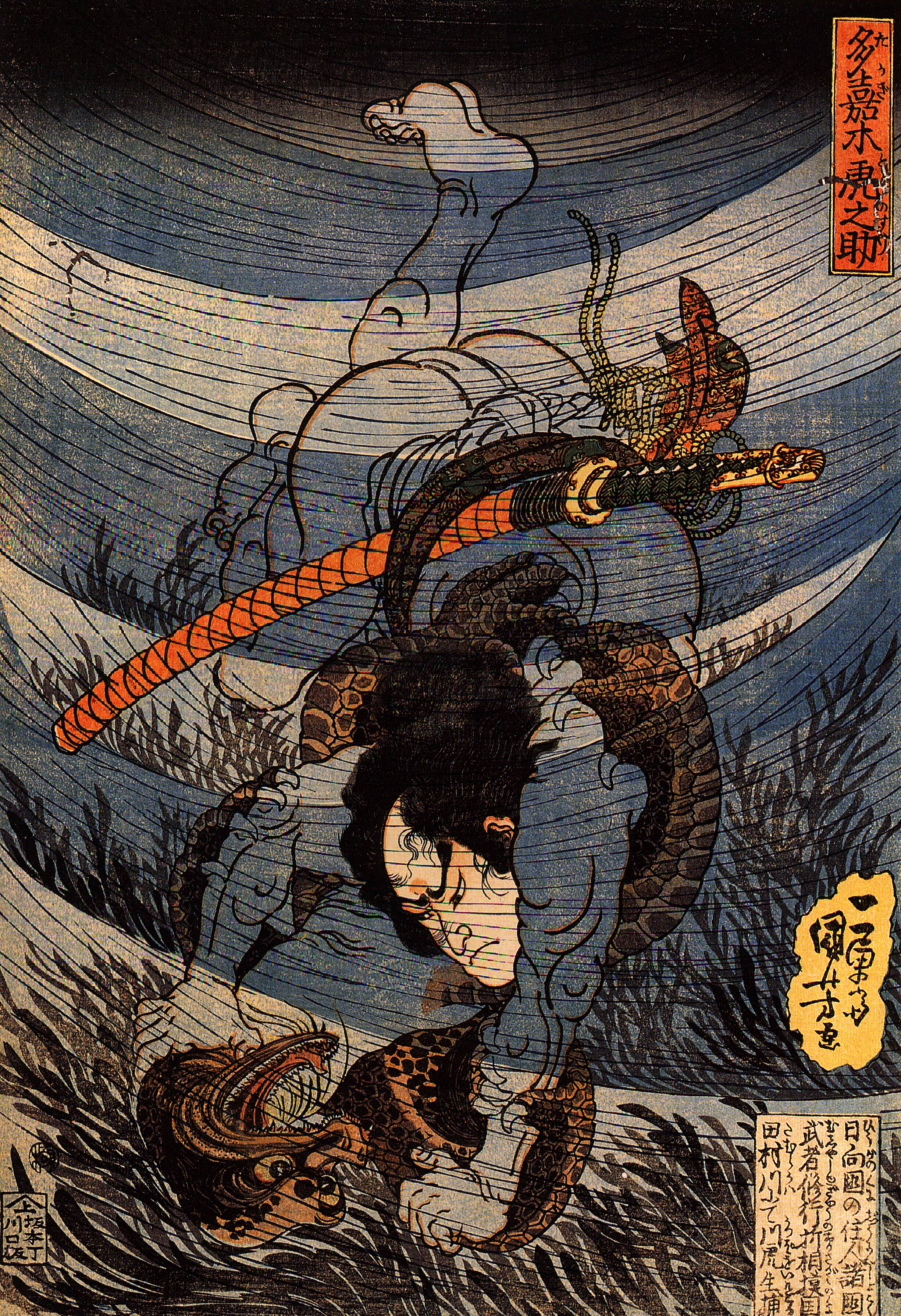
Le samouraï Takagi Toranosuke capturant un kappa tout au fond de la rivière Tamura, par Utagawa Kuniyoshi.

Il est dit que les enfants qui mangent du riz offert au bouddha peuvent acquérir la force nécessaire pour vaincre un kappa au sumo. Un autre moyen de vaincre un kappa est de le forcer à secouer la tête afin que l’eau contenue sur sa tête se déverse, le privant de sa force : pour cela, il est possible de s'incliner poliment ou bien de secouer la tête pour simuler un (faux) rituel de sumo. Le kappa, faible d'esprit, essayera d'imiter par politesse ou par envie désespérée de s'adapter aux convenances humaines. Dans les cas où ils sont contraints de s'aventurer sur la terre ferme pendant une longue durée, ils mettent une protection métallique sur leur tête pour empêcher l'eau de s'échapper ou de s'évaporer. Les kappa ont également une certaine aversion pour les métaux en général, et notamment le fer, mais aussi d’autres matériaux comme les bois de cerf. Ils ont également une certaine tendance à détester les créatures qui leur ressemblent, comme certains animaux aquatiques comme la loutre, mais ils ont surtout une détestation bien marquée pour les singes. Ces derniers seraient selon certaines sources, supérieurs aux kappa en tous points, les primates pouvant tenir une journée sous l'eau et vaincre les kappa au combat.

## Histoire

### Inspirations et représentations

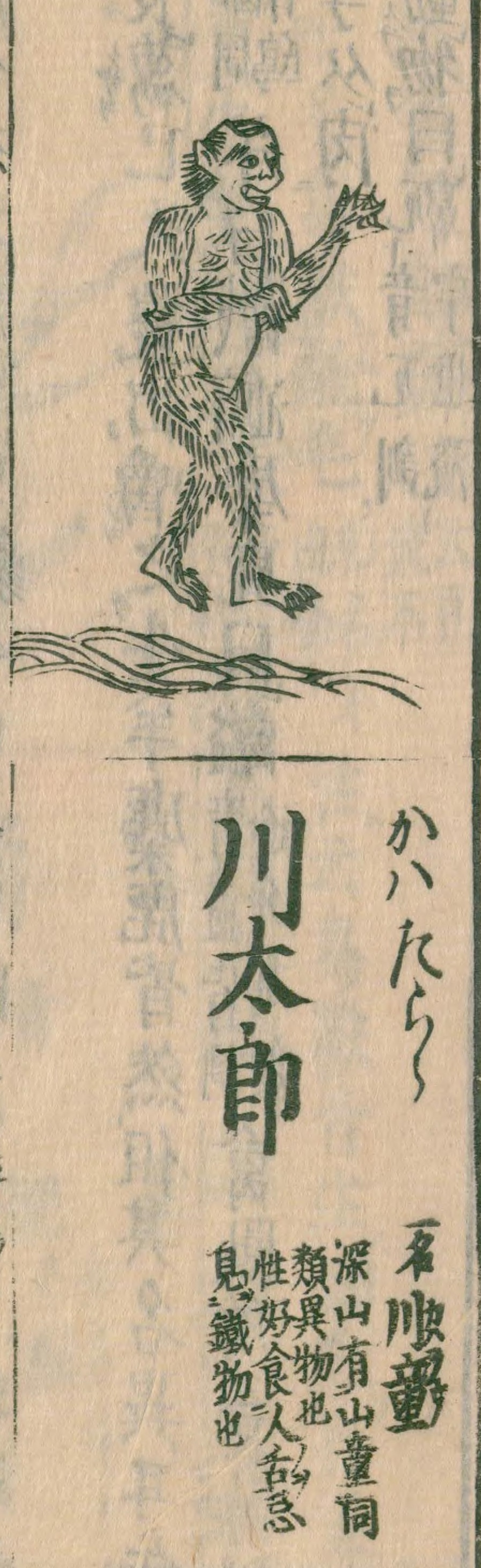
Illustration d’un kawatarō (川太郎), également désigné sous le nom de kawawapa (川童) dans le quarantième volume du wakan sansai zue, consacré aux humanoïdes et aux monstres.

La diversité dans la représentation du kappa est due au fait que l’apparence de la créature à fortement changée avec le temps : Jusqu'au XVIIIe siècle, il n'était pas associé aux amphibiens ou aux tortues (介甲部) dans les écrits encyclopédiques d’histoire naturelle, mais aux humanoïdes et aux bêtes monstrueuses (寓類 ; 怪類 ; 獣の用). Par exemple, le Gakugyōshū (1444) mentionne qu’une loutre vieillissante devient un kawarō. Dans le nippo-jisho, le kappa est décrit comme un animal ressemblant à un singe vivant dans les rivières. Le wakan sansai zue classe le kawatarō dans la catégorie des monstres (寓類 ; 怪類), aux côtés d’autres créatures simiesques tel que le shōjō ou le hi-hi.
Ce n'est qu'au milieu du XVIIIe siècle que le kappa a été assimilé à un amphibien, notamment dans la région d'Edo où les grenouilles et les tortues ont servi de modèles. Ce modèle s'est ensuite propagé à travers tout le pays via les publications du XIXe siècle.
Après la Seconde Guerre mondiale, des témoignages plus récents indiquent que des kappa, semblables aux humains vus de loin, porteraient des carapaces attachées par des cordes. Quelques illustrations montrent également des kappa avec une couverture sur le dos au lieu d'une carapace.
Certaines théories supposent que le kappa aurait obtenu une de ses forme les plus commune, par l'apparition de moines portugais venus au Japon au XVIe siècle, dont l'habillement, désigné sous le nom portugais de capa aurait pu évoquer une carapace de tortue, ainsi que la forme particulière de la coiffure des moines franciscains, qui aurait pu inspirer la coupelle sur le sommet du crâne des créatures.

### Mentions
L’origine des kappa peut être divisée grossièrement entre les régions situées à l’ouest et à l’est du Japon. Dans les régions de l’ouest, les kappa proviendraient de la croyance continentale en un kami de l'eau appelé Kōhaku, tandis que dans l’est, ils sont associés aux Shikigami d’Abe no Seimei, aux « dōji protecteurs » de En no Gyōja, ou encore à des poupées fabriquées par les artisans de Hida (attribuées parfois à Hidari Jingorō) pour aider dans leurs travaux. Le fait que les deux bras du kappa soient reliés à l’intérieur de son corps (un bras arraché entraîne l’autre) viendrait de son origine en tant que poupée. Les kappa d'origine continentale sont appelés enkō et partagent des caractéristiques avec les singes géants appelés hóu en Chine (désignant souvent des singes plus grands que les macaques japonais).
Tout comme le kami des rivières qui devient un kami des montagnes en automne, le kappa est parfois décrit comme se transformant en yamawaro en hiver dans certaines régions. Dans la préfecture d'Ōita, on dit que les kappa se retirent dans les montagnes à l’automne pour devenir des seko, tandis que dans la préfecture de Wakayama, ils se changent en créatures appelées keshanbo. Tous deux sont considérés comme des serviteurs du kami des montagnes. De plus, le kappa est souvent considéré comme une divinité aquatique, tout comme le dragon. Dans certaines histoires, il est comparé à d'autres esprits comme le zashiki warashi, et certains récits disent qu'il n'est visible que par certains enfants.
Concernant le sara, le plat que le kappa porte sur la tête, l’ethnologue Shinobu Orikuchi avance dans son ouvrage « Histoires de Kappa » que le plat est un symbole de force vitale, servant à transporter de la nourriture. Selon certaines légendes, si vous jetez un papier dans un puits ou une rivière avec un nombre spécifié de plats et de bols inscrits, le lendemain, le kappa vous rendra les ustensiles demandés. Cependant, si vous oubliez de rendre les objets prêtés, le kappa ne vous prêtera plus d’ustensiles. Ce type de récit est connu sous des noms comme Wankashi Fuchi (le bassin des bols prêtés), mais selon la région, le prêteur des ustensiles peut être un renard ou un habitant du Ryūgū-jō (le palais du dragon), ainsi que parfois un kappa. Ces récits, ainsi que les légendes de villages cachés où des baguettes et des bols flottent depuis la source de la rivière, et les histoires où jeter du bois de chauffage dans une rivière apporte richesse et fortune, font du bol un symbole non seulement de vitalité mais aussi de prospérité.
Orikuchi évoque également une histoire où une femme se jeta dans un puits à la résidence Tonomura sur l'île d'|Iki, et au fond de ce puits se trouvait un bol. Il lie cela à d'anciennes traditions de sacrifices humains ou de jeunes filles offertes aux dieux de l’eau lors de travaux de génie civil, et cite l'exemple d’une kappa femelle dans Hirado, où une domestique brisa accidentellement une assiette et fut frappée par son maître avec une épée. Elle s'enfuit vers la mer, révélant qu'elle était en réalité un kappa.
Au cours de la période Edo, des ouvrages spécialisés sur les kappa furent publiés, comme le Suiko Kōryaku compilé par Koga Tōan en 1820, ou Suiko Jūninin no Zu compilé par Sakamoto Kōzen et Sakamoto Junsaku (date inconnue).

### Figures modernes dukappa

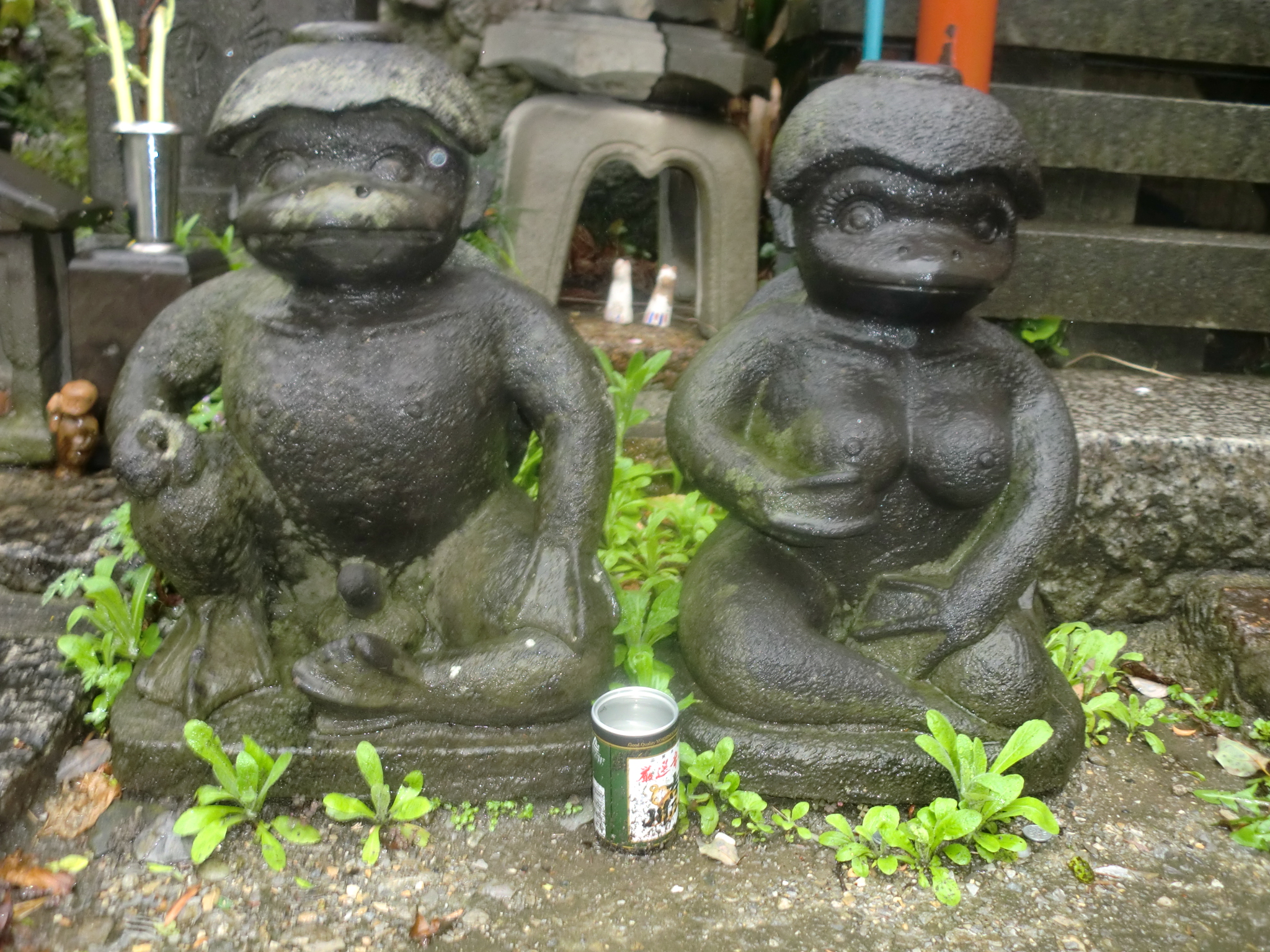
Statues jumelles représentant un couple de kappa au sanctuaire bouddhiste Sogenji dans le district d’Asakusa à Tokyo.

Même après l’ère Shōwa, il existe encore des témoignages de personnes ayant vu ce qui semble être un kappa ou des événements où des empreintes supposées de kappa ont été découvertes. Le kappa est parfois considéré comme un cryptide japonais aux côtés du tsuchinoko. Bien que considéré comme un cryptide, il est parfois inclus dans des groupes d’animaux mythiques, au même titre que le dragon dans le zodiaque chinois.
Le kappa est souvent représenté comme une créature adorable, malgré ses traits de yōkai effrayant. En plus d’être utilisé comme mascotte pour des villes ayant des légendes sur le kappa, il sert également de mascotte pour des entreprises liées à l’eau, ou encore pour des organismes publics luttant contre la pollution des rivières et luttant pour la protection de l’environnement.

## Récits folkloriques

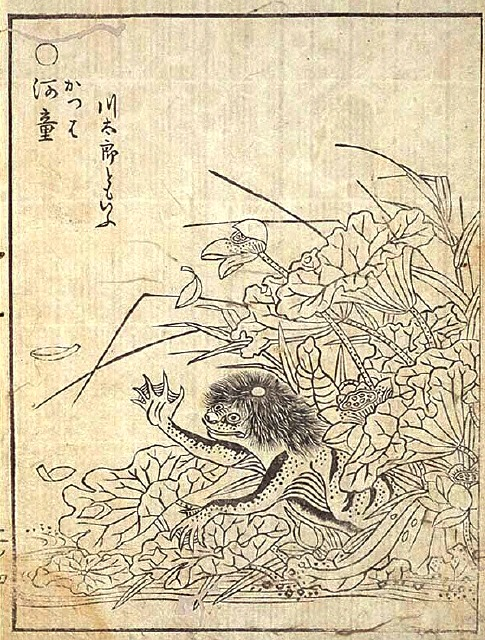
Illustration d’un kappa dans le Gazu Hyakki Yagyō par Toriyama Sekien.

### Récits populaires deKappa

#### Le mariage dukappa
Un père vit avec ses trois filles dans une maison prospère. En période de sécheresse, il exprime son souhait qu’un être vienne remplir ses rizières, promettant sa fille en échange. Un kappa apparaît et accepte de l’aider. Le lendemain, les rizières sont pleines d’eau, mais le père se rend compte de son engagement. Il demande d’abord à sa fille aînée de se marier avec le kappa, mais elle refuse. La deuxième fille refuse également. La plus jeune accepte finalement, bien que cela la rende triste. Le père, reconnaissant, lui promet de lui donner ce qu’elle désire, et elle demande cent gourdes. Le jour du mariage, le kappa vient la chercher. En chemin, elle lui demande d’aider à porter les gourdes, mais il a du mal à les transporter. Frustré, le kappa décide d’abandonner le mariage et retourne à sa vie aquatique. Le père se réjouit de voir sa fille revenir et déclare qu’elle sera son héritière, tandis que ses sœurs envient sa chance.

#### Genta et lekappa
Il s'agit d'une histoire populaire transmise depuis l’époque d’Edo dans la préfecture de Saga. Genta, un homme respecté du village de Kawachino, vivait près d'une rivière profonde. Un soir d'été, alors que son serviteur attachait son cheval à un arbre près de la rivière, Genta observa une scène étrange : un kappa, ressemblant à un enfant de 6 ou 7 ans, essayait de tirer son cheval dans l'eau. Ce kappa, doté de pouvoirs surnaturels, était renforcé par le serviteur qui, comme hypnotisé, versait de l'eau dans la cavité sur la tête du kappa, rendant ce dernier encore plus fort. Malgré sa colère, Genta garda son calme et eut une idée. Il attrapa une corde solide et parvint à capturer le kappa par surprise, le liant fermement. Le serviteur, sortant de sa transe, aida alors Genta à suspendre le kappa la tête en bas à un arbre. Privé de l'eau contenue dans la cavité sur sa tête, le kappa perdit tous ses pouvoirs et se retrouva impuissant. Le kappa, désormais sans défense, implora Genta de le laisser en vie, promettant de ne plus jamais nuire aux habitants du village. Il fit un serment solennel, jurant que lui et ses semblables ne causeraient plus de tort. Touché par ces supplications, Genta finit par le libérer, à condition que le kappa récite trois fois son serment avant de retourner dans la rivière. Après cet événement, plus aucun kappa ne fut aperçu dans la région. La légende raconte que l'arbre auquel le kappa fut attaché subsista longtemps après la mort de Genta, bien que cet ancien pin ait finalement disparu. Dans les temps modernes, la légende de Genta a persisté, notamment à travers une brasserie de saké à Imari, appelée Matsuura Ichishuzo. Lors de rénovations il y a environ quarante ans, un petit cercueil contenant ce qui semblait être une momie de kappa aurait été découvert. Ce squelette est exposé au public, ajoutant un mystère supplémentaire à cette légende séculaire .

### Folklore local

#### Sur l'île de Kyūshū
À Kyūshū, il existe une légende sur un chef kappa appelé Kyūsenbō, qui serait à la tête d'une armée de 9 000 kappa. Son territoire se serait étendu autour des rivières Kumagawa et Chikugogawa, couvrant toute la région de Saikaidō. Selon la légende, Kyūsenbō aurait été vaincu par Katō Kiyomasa, qui avait rassemblé tous les singes de Kyūshū pour venir le combattre,. Les guerriers du clan Taira qui avaient été défaits à la bataille de Dan-no-ura se sont dispersés et ont fui vers Kyūshū, où ils ont été tués un par un par les troupes du clan Minamoto. Leurs esprits, se seraient alors transformés en kappa. Ils avaient la réputation de détruire les champs, entraîner les animaux et les humains dans les rivières et causer des ravages.
Dans la province de Buzen, au sanctuaire Un-Hachiman de Nakatsu, dans la préfecture d’Ōita, on célèbre depuis longtemps un rituel appelé Kappa-gaku (河童楽 ; "musique des kappa") pour apaiser les esprits des kappa. Ce rituel, aussi appelé "festival des kappa", consiste à entourer un kappa, jouer de la musique et agiter un grand éventail pour calmer son esprit agité. Après cela, on dit que la paix est revenue au village grâce aux pouvoirs surnaturels des kappas. Ce rituel, qui aurait été introduit depuis la province de Chikugo, se déroule encore aujourd'hui et est classé comme bien culturel immatériel de la préfecture d'Ōita.
Dans la province de Chikugo, aux abords de la rivière Chikugogawa dans la préfecture de Fukuoka, de nombreuses légendes sur les kappa, comme des querelles entre kappa et villageois ou des batailles entre différentes tribus de kappa, ont été transmises dans le folklore local. Des toponymes liés aux kappa, probablement lié à ces récits, existent encore aujourd'hui. Il existe aussi des rituels destinés à éloigner les kappa, comme manger des pousses de bambou ou des offrandes devant un autel avant de plonger dans l'eau, des pratiques originaires du sanctuaire Suigū à Kurume. Des kappa auraient également vécu le long de la rivière Kosegawa, dans la région de Ukiha (anciennement la ville de Yoshii). Chaque année en septembre, au sanctuaire Takahashi, un rituel de sumo appelé sumo des kappa y est organisé.
En 1783, dans la province de Chikuzen sur la côte de Momochi (maintenant à Fukuoka), trois jeunes garçons, dont l'un, fils d'un notable local, parti à la pêche, attrapèrent un kappa, alors que celui-ci tentait de leur voler leur prises. Il était décrit comme une sorte de petite créature noire semblable à un enfant. Il s'avérait que ce kappa en était effectivement un. Après que ses parents kappa soient venus le chercher, ces derniers, terriblement honteux des actions de leurs rejeton, promettaient qu'aucune mort par noyade n'aurait lieu au cours des 80 années suivantes, le petit kappa fuguer pu retrouver ses parents sans encombre. La légende raconte que le sanctuaire Sen-ganji conserve la lettre de promesse de la créature. De fait, aucun accident mortel n'eut lieu sur cette plage pendant 80 ans.

#### Préfecture d'Ibaraki (étang d'Ushiku et Ogawa Usen)
Dans l'étang d'Ushiku, préfecture d'Ibaraki, de nombreuses légendes sur les kappa subsistent, comme celle où un kappa capturé et attaché à un arbre par un paysan, fut relâché après s'être repenti, puis aida à les villageois à faucher l'herbe en signe de remords.

#### Préfecture de Shizuoka
L'un de ces récits concerne un certain Kamakawabiko (釜化河伯), qui aurait pris forme dans le bassin de Kamaka, sur la rivière Kano, dans le village de Tokura, district de Suntō. Autrefois, lors d'une chasse au faucon menée par Minamoto no Yoritomo au Mont Fuji, deux chaudrons forgés par ce dernier furent offerts au sanctuaire de Sannō. Des voleurs tentèrent plus tard de les dérober, mais, incapables de supporter leur poids, ils les jetèrent dans la rivière. On raconte alors que les chaudrons se seraient transformés en esprits de la rivière, qui donna son nom au récit. Un autre récit, celui de Rōba satsugawa hiko (老婆殺河伯), mentionne l’étang d’Asahata, dans le village d'Asahata, district d'Abe, où une vieille femme aurait capturé un kawahiko après qu’il eut tué une jeune fille nommée Koyoshi. Un événement similaire se serait produit sur la rivière Tomoe, dans le village de Seta. En juillet de la 2e année de l'ère Kan'ō (1351), un kawahiko aurait tué Koyo, la fille du chef du village, mais sa grand-mère se vengea en tuant la créature. Certaines sources disent qu’un kappa apparaîtrait également dans cette rivière Tomoe, dans le district d’Ihara.

### Préfecture de Kanagawa
Dans la ville de Chigasaki (préfecture de Kanagawa), une légende raconte qu'un kappa, sauvé par un homme nommé Gorobei, lui aurait offert en guise de remerciement une bouteille à saké (tokkuri). Cette bouteille est encore détenue par ses descendants dans la préfecture de Shizuoka. Le long de la rivière Mekujiri, une vieille légende rapporte qu'un groupe d'agriculteurs captura un kappa qui ravageait les champs près de la rivière. Dans leur colère, ils lui arrachèrent les yeux et laissèrent son sang couler dans la rivière. On dit que le nom "Mekujiri" (littéralement « arracher les yeux ») provient de cet événement, et aujourd'hui, une statue de kappa est vénérée au bord de la rivière par les habitants de la région.

### Préfecture de Saitama
À l'ancienne auberge de Kumagaya-shuku (aujourd'hui dans la ville de Kumagaya), l'épouse d'un commerçant fut importunée par un kappa alors qu'elle se trouvait aux latrines. Elle parvint à lui couper un bras avec un poignard. Le lendemain, le kappa revint pour négocier la restitution de son bras, promettant de ne plus jamais la déranger. En signe de réconciliation, il lui confia la recette d'un médicament secret. La femme vendit ensuite ce remède et amassa une grande fortune.
Un récit similaire existe à Kawajima : un kappa désigné sous le nom de Kesabō d'Igusa eut également son bras coupé, et le foyer qui lui rendit son bras reçut en récompense la recette d’un remède secret. Dans la ville de Shiki, le temple Hōdōji conserve une légende où un kappa, qui tentait de noyer un cheval dans la rivière yanase, fut réformé par le prêtre du temple. D'autres récits de la même ville évoquent un capitaine de bateau sur la rive de Hikuta qui aurait été défié par un kappa au sumo et l’aurait vaincu. Dans la ville de Tokorozawa, un kappa qui vivait dans un gouffre au sud du temple Jimyō-in, à kita-akitsu, aurait causé des problèmes avant d'être sermonné par le prêtre et contraint d’écrire une lettre d'excuse.

### Préfecture de Nagano
Dans la région d'Imaoka, près de la rivière Chikuma, un kappa fut capturé par des villageois et attaché à un pilon de riz. Ils le nourrissaient de poisson, et il devint leur "animal de compagnie". Une nuit, la créature apparut dans un rêve de certains villageois, suppliant qu'on le libère, en promettant de ne jamais laisser la maison manquer de graines de bardane. Après sa libération, la famille n'aurait plus jamais manqué de cette plante. Les villes de Tateshina et Nagawa dans le district de Kitasaku partagent également une légende autour du kappa désigné sous le nom de Kawatarō, où il est associé aux lacs Megami et Yoru no Ike.

## Leskappadans la réalité

### Les dépouilles dekappa
Au cours de la période d'Édo, circulait sur les différents marchés, d'étranges dépouilles, des corps entier, ou simplement des membres coupés. Certaines d'entre elles avaient étaient détenues par certaines familles sous un statut de relique, considérées comme précieuses, des témoignages des faits d’armes de leurs aïeux sur des yōkai. Le kappa était associé à ces créatures que les samouraï ou autres notables locaux disaient éliminer pour assoir leur légitimité.
Mais, il s'agissait de fausses dépouilles, bien souvent confectionnées par des artistes peu scrupuleux. Ces "reliques" étaient confectionnées à partir de plusieurs cadavres d'animaux, comme des tortues, des singes ou encore des loutres, ces dernières servaient à confectionner les mains palmées de la créature.

### Leskappaen tant que cryptides
Certaines personnes affirment que les récits sur les kappa sont basés sur l'observation de cryptides, tels que des créatures ressemblant à des singes ou à des amphibiens. Selon ces théories, ces kappa mesureraient entre 30 cm et 1 mètre 50 de haut. Des similitudes avec des cryptides tels que le Dover Demon ou le chupacabra ont été évoquées, suggérant que les témoins auraient confondu ces créatures avec des kappa. Un incident dans la ville de Ushiku aurait impliqué la découverte d'empreintes de kappa contenant des traces de mercure, mais les preuves n'ont jamais été confirmées par les autorités locales.

## Figure dukappadans la culture populaire

### Proverbes et expressions
- Le proverbe kappa no kawa nagare (河童の川流れ ; « couler tel un kappa ») signifie que « même les meilleurs échouent ». À ce titre, elle évoque un autre proverbe japonais saru mo ki kara otchiru (猿も木から落ちる ; « même les singes tombent des arbres »), renforçant la proximité entre les deux créatures[46].
- L'expression kappa no ki nobori (河童の木登り ; « comme l’escalade d’un arbre par un kappa ») est un procédé métaphorique pour dire que l’on fait quelque chose que l’on n’aime pas ou pour laquelle on n’est pas très doué ; une expression pour décrire un effort malhabile ou peu naturel[46].
- L’expression oka ni agatta kappa (陸に上がった河童 ; « un kappa sur terre ») signifie qu’il est difficile de dévoiler son potentiel habituel dans un environnement dont on n’est pas familier.
- L’expression kappa ni shio o atsuraeru (河童に塩をあつらえる ; « commander du sel à un kappa ») signifie être au mauvais endroit ou faire quelque chose de totalement inapproprié. Les kappa vivant généralement en eau douce, ils n’en vendent pas[46].
- L’expression kappa ga sara no mizu o koboshita yō (河童が皿の水をこぼしたよう ; « un kappa abasourdi par la perte de l’eau de sa coupelle ») signifie un état de stupéfaction à la suite de la perte de quelque chose de très important ; un dernier recours ou encore un avantage[46].
- L’expression kappa ni shiri o nukareta yō (河童に尻を抜かれたよう ; « avoir son anus vidé par un kappa ») est utilisée pour décrire quelqu’un qui semble avoir épuisé son énergie ou en être vidé, faisant référence à un état de mollesse ou de perte de motivation ; comme si la personne s’était fait enlever son shirikodama par un kappa[46].
- L'interjection kappa ni suiren o oshieru (河童に水練を教える ; « apprendre à nager à un kappa ») signifie donner des conseils à quelqu’un qui est déjà expert dans le domaine[46].
- Un kappa no he (河童の屁 ; « pet de kappa ») est une expression pour désigner quelque chose de facile à faire ou quelque chose de tellement banal, de si peu important qu’elle en devient insignifiante[46].
- L’expression Kappa no kangeiko (河童の寒稽古；« l'entraînement au froid d'un kappa ») désigne le fait qu'une situation peut sembler insurmontable au premier abord, pour finalement n'être que quelque chose de relativement simple[46].

### Figures culturelles
- Le kappa-maki (河童巻き; 河童巻 ; « Maki du kappa « ) est une catégorie de makizushi confectionnée en y insérant du concombre en son centre[1].
- La Okappa (おかっぱ) est un style de coiffure, généralement féminine, caractérisée par une frange droite et des cheveux longs et raids, plaqués sur le crâne[1].